# 六処相応
「六処相応」（ろくしょそうおう、巴: Saḷāyatana-saṃyutta, サラーヤタナ・サンユッタ）とは、パーリ仏典経蔵相応部に収録されている第35相応。

## 構成
19品248経から成るが、省略されている部分も多い。
1. Anicca-vaggo --- 全12経
2. Yamaka-vaggo --- 全10経
3. Sabba-vaggo --- 全10経
4. Jātidhamma-vaggo --- 全10経
5. Sabbaanicca-vaggo --- 全10経
6. Avijjā-vaggo --- 全10経
7. Migajāla-vaggo --- 全11経
8. Gilāna-vaggo --- 全10経
9. Channa-vaggo --- 全10経
10. Saḷa-vaggo --- 全10経
11. Yogakkhemi-vaggo --- 全10経
12. Lokakāmaguṇa-vaggo --- 全10経
13. Gahapati-vaggo --- 全10経
14. Devadaha-vaggo --- 全12経
15. Navapurāṇa-vaggo --- 全10経
16. Nandikkhaya-vaggo --- 全12経
17. Saṭṭhi-peyyāla-vaggo --- 全60経
18. Samudda-vaggo --- 全10経
19. Āsīvisa-vaggo --- 全11経

## 日本語訳
- 『南伝大蔵経・経蔵・相応部経典4』（第15巻） 大蔵出版
- 『原始仏典II 相応部経典4』 中村元監修 春秋社